# 托斯卡纳艳阳下
《托斯卡尼艷陽下》（英語：Under the Tuscan Sun）是一部2003年电影，根据弗兰西斯·梅耶思於1996年所出版的同名作品《托斯卡尼艳阳下》改编。奥黛丽·威尔斯导演，黛安·蓮恩主演。

## 剧情
弗兰西斯·梅耶思（黛安·蓮恩）是美国旧金山一名成功的作家，看来生活美满，其实正面临预想不到的变故。她的丈夫对其不忠，离婚使她相当沮丧，由于好友帕蒂（吴珊卓）的劝说，她前往意大利托斯卡纳度假。在美丽的托斯卡纳小镇科尔托纳，她发现了一幢待售的别墅，将其买下，雇佣了一群波兰移民装修别墅，开始新的生活。她认识了一些新的朋友：意大利邻居，波兰装修工，房产经纪人，古怪的老演员凯瑟琳，将要临产的帕蒂也前来探访，这虽然让她高兴，却也让她错过了英俊的马切罗。

## 演员
- 黛安·蓮恩 – 弗兰西斯·梅耶思
- 吴珊卓 – 帕蒂
- 雷欧·波瓦 – 马切罗
- 琳賽·鄧肯 – 凯瑟琳

## 外部连接
- 互联网电影数据库（IMDb）上《Under the Tuscan Sun》的资料（英文）
- 爛番茄上《Under the Tuscan Sun》的資料（英文）